# Nemophas bennigseni
Nemophas bennigseni är en skalbaggsart som beskrevs av Aurivillius 1908. Nemophas bennigseni ingår i släktet Nemophas och familjen långhorningar. Inga underarter finns listade i Catalogue of Life.